# André Brilleman
André Brilleman (Amsterdam, 24 november 1959 – aldaar, 23 februari 1985) was een Nederlands professioneel kickbokser die begin jaren 80 een van de lijfwachten van drugsbaron Klaas Bruinsma werd. Brilleman behoorde tot de eerste generatie succesvolle kickboksers in Nederland en presteerde op wereldniveau. Zijn bijnaam in de kickbokswereld was "The Bulldog", maar soms werd ook naar hem verwezen als "Mean Machine".

## Levensloop
Brilleman was de jongste van drie kinderen van Hermanus Brilleman uit een Joods Amsterdams geslacht en de Française Violette Yvonne Bardelli. Hij groeide op in de J.M Kemperstraat in de Amsterdamse Staatsliedenbuurt. Hij doorliep de Van Bosseschool, een lagere school aan de Cliffordstraat. Daarna ging Brilleman naar de Van Houweningen MAVO. Op straat kreeg hij al snel de bijnaam Pipo, omdat hij altijd voor gekke dingen te vinden was.
Brilleman heeft tijdens zijn jeugd verschillende sporten beoefend, waaronder voetbal bij DVOS en verder judo en karate. Toen hij het kickboksen ging beoefenen werd hij op jonge leeftijd al bekend door zijn overwinningen. Op de sportschool kwam hij in contact met criminelen die hem een baan als lijfwacht van de hasjhandelaar Klaas Bruinsma bezorgden.
Brilleman was begin jaren 80 kampioen kickboksen voor Mejiro Gym, de sportschool van Jan Plas. Hij was een van de stervechters van de Amsterdamse sportschool, die door politieonderzoekers als 'berucht' werd omschreven, wegens banden met de georganiseerde misdaad. Brilleman had weliswaar weinig flexibele benen voor hogere trappen, maar blonk uit in zeer harde low kicks en andere bewegingen, waarbij hij indien hij in een clinch geraakte ook gebruik wist te maken van judoworpen. Vooral zijn strijdlust was zijn handelsmerk.
Op 2 februari 1982 deden Brilleman en de Joegoslaaf Alexander Marianovic een poging Hugo Ferrol te liquideren, maar dit mislukte. Ferrol was een grote concurrent in de hasjhandel van Bruinsma. In juli 1982 werd Alexander Marianovic in opdracht van Bruinsma geliquideerd, omdat hij samen met Brilleman Bruinsma voor drie ton had opgelicht bij een tweede poging Hugo Ferrol uit de weg te ruimen. De twee hadden Ferrol vooraf namelijk ingelicht en een nepliquidatie in scène gezet. Daarna waren aan Bruinsma als schijnbaar bewijs polaroidfoto's getoond van een met ketchup overgoten Ferrol. Brilleman werd in tegenstelling tot zijn kompaan niet meteen vermoord, maar kreeg van "De Dominee" uitstel van executie. Brilleman werd hierbij in de waan gelaten dat Bruinsma geloofde dat hij niets van de nepliquidatie wist en zo werkte de vechtsporter nog een tijd voor Bruinsma.
Brilleman werd in 1985 (inmiddels wereldkampioen in het WKA-kickboksen in het weltergewicht), op 25-jarige leeftijd, alsnog geliquideerd (nog geen jaar na het behalen van dat kampioenschap) Hij werd vermoedelijk meegelokt door Evert T. en om het leven gebracht. Zijn lichaam werd in een vat met cement in de Waal gegooid. Uiteindelijk werd het vat met zijn lichaam door de pontbaas bij de veerpont Brakel-Herwijnen (aan de Herwijnse zijde) gevonden. De moord op Brilleman is nog steeds niet opgelost.
In de Nederlandse speelfilm de Dominee uit 2004, die over het leven van Klaas Bruinsma gaat, is de naam André Brilleman veranderd in Adri Slotemaker. In deze verfilming werd van hem, Etienne 'Eutje' Urka en lijfwacht Geurt Roos één karakter gemaakt.